# Nachbestattungen der Kugelamphoren-Kultur
Dieser Artikel wurde auf der Qualitätssicherungsseite der Redaktion Geschichte eingetragen (dort auch Hinweise zur Abarbeitung dieses Wartungsbausteins), weil er noch inhaltliche oder formale Mängel hat. Bitte hilf mit, die genannten Einwände zu klären und etwaige Mängel dieses Artikels zu beseitigen, und beteilige dich bitte an der Diskussion!
Nachbestattungen aus der Zeit der Kugelamphoren-Kultur (KAK) wurden in einigen niedersächsischen Großsteingräbern entdeckt. Die primär im nördlichen Mitteldeutschland und östlich davon verbreitete Kugelamphoren-Kultur (KAK) (3100–2700 v. Chr.) gelangte im Westen bis in die Lüneburger Heide und das Wendland in Niedersachsen. Östlich des Drawehn, der die Lüneburger Heide im Osten begrenzt, stammen Bestattungen der Kultur aus Flachgräbern, westlich davon und im sonstigen Verbreitungsgebiet der KAK lagen sie auch als Nachbestattungen in Megalithanlagen der Trichterbecherkultur (TBK) vor. Diese Eingriffe in die Anlagen der TBK sind primär an aufgefundener Keramik erkennbar.

## Keramiktypen der Nachbestattungen

### Die Kugelamphore
Die Kugelamphore als typische Keramik hat der Kultur den Namen gegeben. Die Gefäße besitzen meist einen kugeligen Bauch, dem die Standfläche fehlt. Mitunter sind sie zusammengedrückt, flaschen- oder sackförmig. Allen gemein ist der vom Kugelbauch abgesetzte, hohe, konische Hals. Zwei kleine Henkel überbrücken den Schulter-Bereich. Kugelamphoren weichen nicht nur in Form und Größe voneinander ab, sondern auch in der Verzierung, die oft flächendeckend Hals und Schulter überzieht.
Im Lüneburgischen tragen die meisten ein zu Dreiecken und Winkelbändern geordnetes Muster aus Eindrücken von Hufeisen- und Winkelstichen. Die Schulter ist mit einem zu Gruppen geordneten Fransenmuster bedeckt, das wiederum von Hufeisen- und Winkelstichen abgeschlossen wird. Das zu dieser Gruppe gehörende Kreuzstich-Muster ist bislang nur auf einer Scherbe aus einem der Großsteingräber von Rohstorf bekannt geworden. Zur Verzierung mit umlaufenden Schnureindrücken zählen die Amphoren von Diersbüttel, Landkreis Lüneburg, und Ostedt, Landkreis Uelzen. Eckige und rundliche Einstiche, die zu teppichartigen Ornamenten gruppiert sind, schmücken Hals und Schulter einer Amphore aus Siecke, Landkreis Lüneburg. Daneben wird noch vereinzelt Furchenstichtechnik angewandt (Rahmstorf, Landkreis Harburg). Eine Amphore ist unverziert (Rohstorf, Landkreis Lüneburg).

### Weitmundige Töpfe
Die in ihrer Verzierung an die Kugelamphore angelehnte Gruppe der weitmundigen Töpfe ist durch mehrere Fundstücke vertreten. Es handelt sich um Gefäße mit eingezogenem, selten doppelkegelförmigem Körper und abgesetzter Standfläche. Auf Höhe des hohen Schulterknicks finden sich vier einander gegenüberstehende, waagerecht durchbohrte Henkel. Hufeisen- und Furchenstichtechnik trägt ein Topf aus Masendorf, Landkreis Uelzen, Schnurverzierung einer aus Rohstorf, Landkreis Lüneburg, zwei weitere vom gleichen Fundort sind unverziert. In Rahmstorf, Landkreis Harburg, fand sich ein mehr schalenförmiger Topf, verziert mit einem teppichartigen Muster von länglichen Einstichen und ein unverziertes Exemplar.

### Halbkugelige Schalen
Halbkugelige Schalen mit zylindrischem bzw. einwärts geschwungenem Hals und zwei dichten Schulterösen konnten bisher nur bei einem unverzierten Exemplar aus Rohstorf und einem, verzierten aus Rahmstorf festgestellt werden. Das Zickzack-Band aus gegeneinander gestellten, mit waagerechten Furchenstichreihen gefüllten Dreiecken steht in Zusammenhang mit der Walternienburg-Bernburger Kultur Mitteldeutschlands. Über dem Band sind unregelmäßige Reihen von hufeisenförmigen Bögen eingedrückt. Eine Schale aus Rahmstorf kann auch der KAK zugerechnet werden. Die Schale hat eine schräg aufsteigende Wandung und einen abgesetzten Fuß. Sie unterscheidet sich von den entsprechenden Formen der Einzelgrabkultur durch den die KAK kennzeichnenden fein geschlämmten Ton, den klingend harten Brand und die rötliche polierte Oberfläche.

## Fundplätze mit Nachbestattungen
Die Mehrzahl der Fundstücke stammt aus zerstörten Anlagen, so dass Aussagen kaum möglich sind. Drei Befunde fallen jedoch aus dem Rahmen.

### Diersbüttel
Die Ausgrabung in einer kleinen Steinkammer in Diersbüttel, Landkreis Lüneburg, brachten im Zugang dicht beieinander liegend Teile einer (ausgeräumten) Bestattung der KAK zu Tage, nämlich Scherben einer schnurverzierten Amphore und ein dicknackiges Feuersteinbeil mit gewölbten Schmalseiten und asymmetrisch angeschliffener Schneide. Etwas entfernt lagen die Scherben eines Gefäßes der Alttiefstichkeramik und eines Riesenbechers der Einzelgrabkultur. In der Kammer wurde ein unverzierter Trichterbecher mit einer über die Mündung gelegten Klinge eines dünnnackigen Beiles der Trichterbecherkultur (TBK) angetroffen.

### Rohstorf III
Eindeutiger sind die Zustände in Steingrab III von Rohstorf. Während der Vorzeit hatte sich hier von der Unterseite des mittleren Decksteines eine Platte gelöst. Sie versperrte aufrecht stehend den Zugang zum Südteil der Kammer. Hier fanden sich auf dem Pflaster Scherben eines Trichterbechers der Alttiefstichkeramik und darüber, durch Sandschichten getrennt, Fundstücke der KAK, nicht jedoch der Einzelgrabkultur, die im nördlichen, zugänglich gebliebenen Teil der Grabkammer zahlreich vertreten sind. Die Platte muss sich demnach während oder nach der Belegung durch die KAK, in jedem Fall aber vor der Nachnutzung durch die Träger der Einzelgrabkultur gelöst haben. Bei den im südlichen Grabraum geborgenen Objekten der Kugelamphoren-Kultur handelt es sich um einen weitmundigen Topf mit vier Henkeln und Schnurverzierung und ein dünnblattiges, asymmetrisch angeschliffenes Feuersteinbeil.

### Hünenbett IV von Oldendorf
Der stratigraphische Befund von Rohstorf wird noch einmal durch Beobachtungen in Hünenbett IV in der Oldendorfer Totenstatt bestätigt. Durch Sandschichten getrennt und über den Bestattungen der KAK lagen die der Einzelgrabkultur. Eine der beiden Bestattungen der KAK war in dem freigeräumten Mittelteil der Kammer deponiert, die zweite an anderer Stelle direkt über denen der TBK. Zu den Beigaben der KAK gehörten zwei Kugelamphoren bzw. deren Scherben, eine Tontrommel mit Ösen unter dem Rand und ein dicknackiges Feuersteinbeil mit gewölbten Schmalseiten.
Gemessen an Mitteldeutschland sind die Bestattungen der Lüneburger Heide nicht reich mit Beigaben ausgestattet. Dort kommen mitunter mehr als 10 Gefäße, darunter jeweils mehrere Kugelamphoren und Beile, als Beigaben einer Bestattung vor, in der Regel sind es allerdings drei bis vier. Legt man diesen Maßstab zu Grunde, so könnte die große Zahl der zur KAK gehörenden Gefäße (5) und Steinbeile (3) im Steingrab III von Rohstorf und Rahmstorf (6 Gefäße) für lediglich eine Bestattung in Anspruch genommen werden, ohne dass dies zu belegen wäre.

## Zeitstellung
Die Befunde aus Diersbüttel, Oldendorf und Rohstorf ergaben stratigraphische Beobachtungen zur zeitlichen Stellung der KAK im Neolithikum der Lüneburger Heide. In Rohstorf und Diersbüttel ist die KAK jünger als die Alttiefstichkeramik, in Oldendorf auch jünger als die Phase der mitteldeutschen Walternienburg-Gruppe. Die halbkugelige Schale aus Rahmstorf mit der für die Bernburger Kultur typischen Verzierung belegt wiederum die Verkettung von später Bernburger Kultur und KAK. Hierzu gibt im nordöstlichen Niedersachsen eine Reihe von Belegen vom Flachgräberfriedhof Pevestorf, Landkreis Lüchow-Dannenberg.
Die KAK setzte auch in der Lüneburger Heide der TBK ein Ende. Nach den Befunden ist mit ihrem Auftreten im Verlauf der jüngsten Phase der TBK (2900–2800 v. Chr.) zu rechnen, die sich mit der späten Bernburger Kultur parallelisieren lässt. Die Kugelamphoren-Kultur beginnt früher als die Einzelgrabkultur. In Niedersachsen nimmt sie eine sehr kurze Zeitspanne ein, ehe sie von der Einzelgrabkultur abgelöst wird.